# Argynnis huhsti
Argynnis huhsti är en fjärilsart som beskrevs av Reuss 1923. Argynnis huhsti ingår i släktet Argynnis och familjen praktfjärilar. Inga underarter finns listade i Catalogue of Life.